# Aéroport de Londres-City
London City Airport (code IATA : LCY • code OACI : EGLC) est un aéroport situé à l'est de Londres dans les Docklands, dans le borough londonien de Newham.
Doté d'une seule piste, il a été spécialement conçu pour les avions à décollage et atterrissage courts. Il dessert principalement la City, le quartier financier de la capitale britannique.
C'est, après les aéroports d'Heathrow, Gatwick, Stansted et Luton, le cinquième aéroport desservant Londres. À la différence de ces grands aéroports, LCY fonctionne pour la liaison point à point, sans correspondance (sans fonction de hub).

## Histoire
L'aéroport de Londres situé dans le quartier des affaires de La City a ouvert en 1987 sur un ancien port maritime. C'est en 1976 que le gouvernement britannique avait lancé un projet de réaménagement du site de l’ancienne usine de sucre de la Royal Docks.
Au début, il s'agissait d'un aéroport très modeste, qui ne possédait que 762 m de piste. Seuls deux petites compagnies aériennes, Brymon Airways et Eurocity Express, y desservaient, exploitant le de Havilland Canada Dash 7, avion à décollage et atterrissage court. On comptait deux seules destinations, Paris et Bruxelles.
Avec une piste prolongée en 1992 (1 508 m), il offre aujourd'hui des liaisons vers une trentaine de destinations européennes et internationales. En 2023, l'aéroport a traité environ 52 000 mouvements d'aéronefs et accueilli plus de 3,4 millions de passagers (3 412 122 passagers) soit 67% du total des passagers pré-pandémique Covid 19 (5,1 millions de passagers en 2019).
L’aéroport de Londres-City appartient depuis 2016 à un consortium composé d’AIMCo (Alberta Investment Management Corporation) situé au Canada, d’OMERS (Régime de retraite des employés municipaux de l’Ontario au Canada), du Régime de retraite des enseignantes et des enseignants de l’Ontario et de Wren House Infrastructure (fonds d'investissement de la Kuwait Investment Authority) qui l'a acheté pour 2,5 milliards d’euros.
En septembre 2024 s'est achevée une modernisation de 12 millions de livres sterling commencée en 2022 ; la salle d’embarquement, comprenant de nouveaux points de restauration, des offres de vente au détail améliorées et 30 % de places assises supplémentaires.

## Situation

### Carte des aéroports du Très Grand Londres
| Heathrow Gatwick Stansted Luton City Southend Blackbushe Denham Elstree Fairoaks Farnborough Lydd North Weald Redhill Rochester Stapleford White Waltham Wycombe RAF Northolt Damyns Hall Biggin Hill Oxford Héliport |

### Carte des aéroports commerciaux d'Angleterre
| Birmingham Bournemouth Bristol Doncaster · Sheffield Durham · Tees Valley East Midlands Exeter Humberside Land's · End Leeds-Bradford Liverpool L.-City L.-Gatwick L.-Heathrow L.-Luton L.-Southend L.-Stansted Lydd Manchester Newcastle · Upon Tyne Newquay · Cornouailles Norwich Southampton St Mary des Sorlingues Carlisle Lake |

## Infrastructures et équipements
L'aéroport est équipé d'une piste unique de 1 508 m par 30 m,.

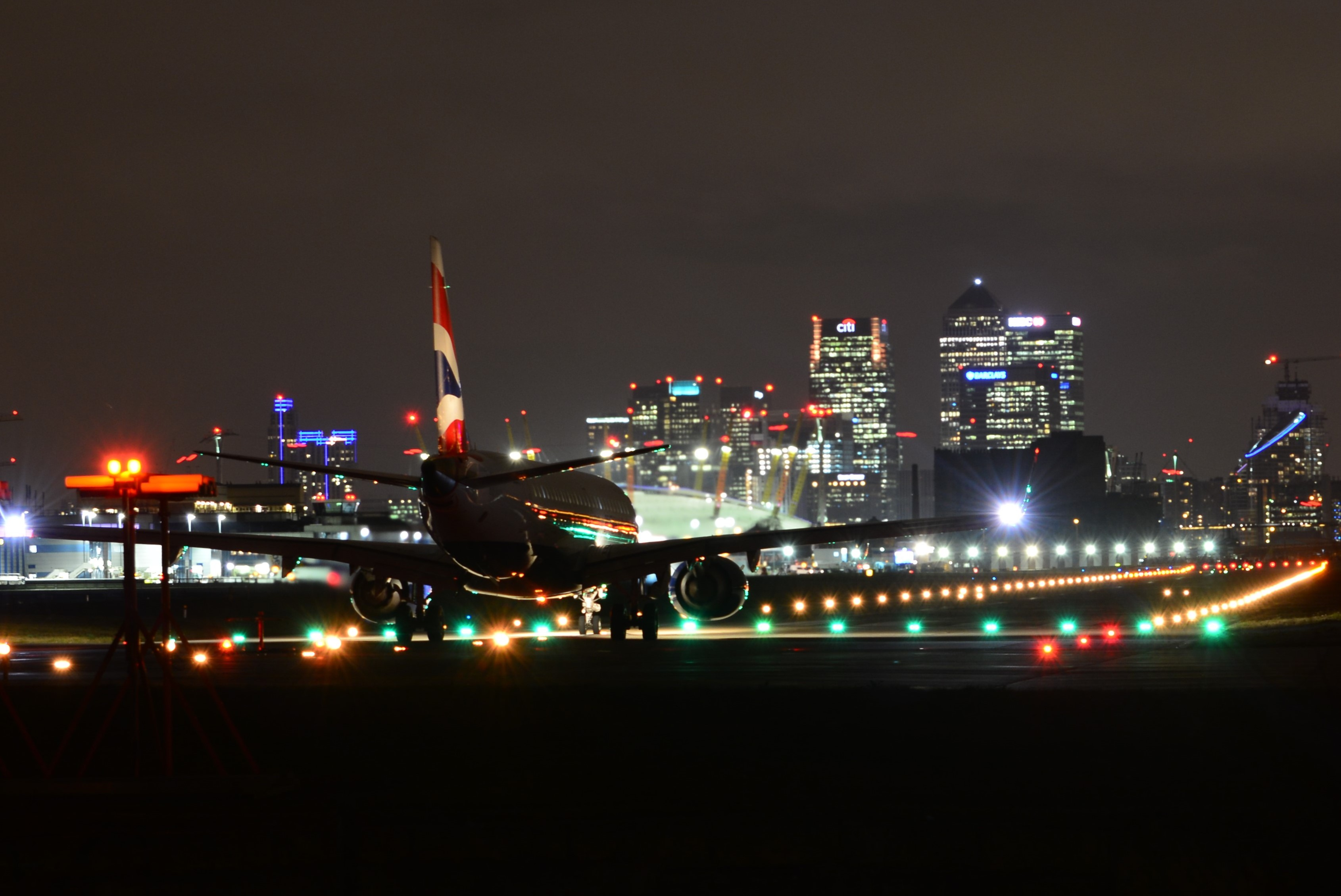
Une excellente proximité de la cité de Londres (à l'arrière, 10 km environ) est un grand avantage de cet aéroport, qui attire de nombreux voyageurs d'affaires.

Seuls quelques types d'avion peuvent se poser. L'aéroport est limité par la longueur de sa piste et par la limitation des nuisances sonores.
Les avions sont des moyens courrier : ATR 42 (version -300 et -500), ATR 72, Airbus A220-100, Airbus A318, DHC Dash 8, Bombardier Q400, Dornier 328, Embraer ERJ-135, Embraer 170, Embraer 190SR, Embraer 195-E2, Avro RJ, Falcon 5X, Falcon 7X, Falcon 8X et Fokker F50. La seule ligne long courrier vers New York JFK a été exploitée par British Airways au moyen d'Airbus A318, jusqu'à ce que le Covid-19 n'immobilise les voyageurs d'affaire sur l'océan Atlantique.
L'aéroport est doté d'une tour de contrôle virtuelle dont les contrôleurs aériens se situent à 115 kilomètres de l'aéroport de La City. La tour virtuelle est équipée de 16 caméras haute définition et capteurs qui transmettent en direct les informations collectées à un centre de commandement depuis lequel les contrôleurs aériens opèrent.

## Caractéristiques particulières
Situé très proche du centre ville de Londres, cet aéroport reste très particulier. Surtout, la plupart des passagers sont ceux de voyageurs d'affaires. En effet, comme l'aéroport de Londres-City est le plus coûteux, le prix de billet d'avion reste toujours très élevé. D'où, les voyageurs de loisir évitent celui-ci, en choisissant Heathrow, Gatwick, Stansted et le reste.
D'abord, son tarmac modeste et 1 508 m de piste empêchent l'exploitation de l'A320 et du B737, ainsi que de l'A321 qui est de plus en plus nombreux dans le ciel. D'où, l'aéroport n'est pas desservi par les compagnies à bas coûts qui n'utilisent que cette catégorie des appareils pour économiser le coût. La proximité des quartiers résidentiels provoque d'ailleurs l'augmentation des frais, chargés par l'aéroport aux compagnies, car l'aéroport de Londres-City demeure opérationnel sous quelques conditions. Il doit fermer les portes à 22h en semaine. Le samedi, à partir de 13h, il n'est plus disponible, jusqu'à 10h45 du dimanche,. En conséquence, aucune compagnie aérienne à bas coûts ne veut desservir LCY. British Airways, quant à elle, vend ses billets avec un prix plus élevé. Selon une recherche tenue pendant une semaine, le prix d'un aller-retour entre Londres-City et Zurich était 50% plus cher qu'à partir des autres aéroports de Londres. De plus, à la fin de journée, à savoir heures de flux, la compagnie britannique ne dispose qu'un prix encore plus cher.

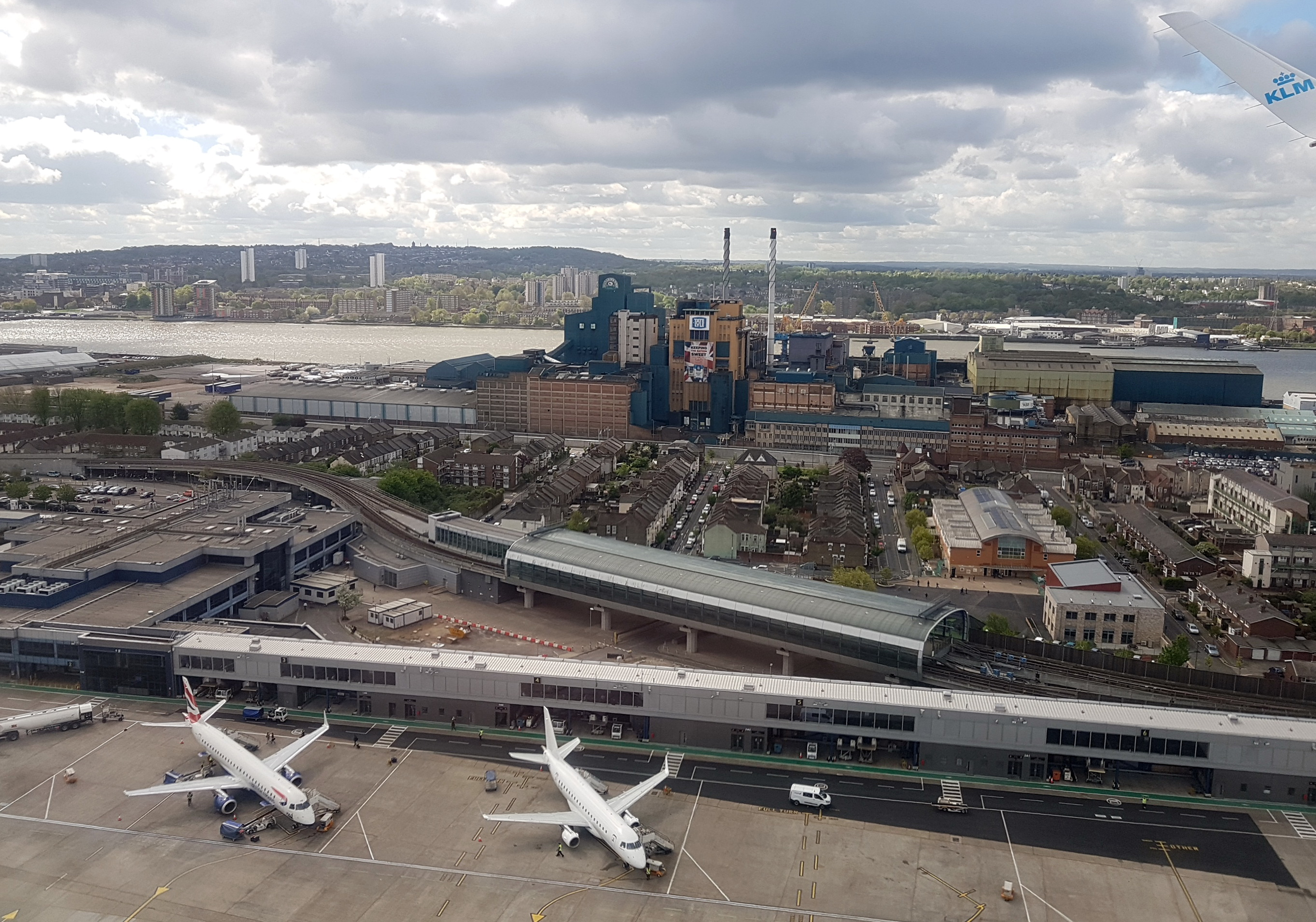
Son tarmac si modeste, LCY ne dispose aucune passerelle d'embarquement. Il faut une manœuvre plus délicate pour le roulage et le stationnement sur ce tarmac.

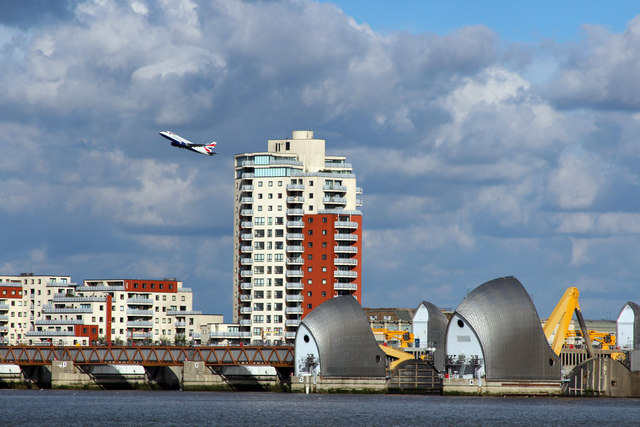
Aussitôt décollé, chaque appareil doit monter à forte pente, afin de réduire le bruit.

Encore faut-il que les compagnies supportent plus de coût. Dans l'optique de minimiser le bruit sur les quartiers résidentiels, survolés par ces avions, les procédures particulières d'approche et de décollage sont très compliquées. Tant le commandant que le copilote ont besoin de 3 mois de formation supplémentaire, afin de maitriser l'approche et l'atterrissage extrêmement difficiles, ce qui augmente le coût d'exploitation. De surcroît, il faut que le copilote ait la même capacité de commander l'appareil, à savoir deux experts dans le cockpit, précise Mike Pickard, directeur supérieur de formation auprès de British Airways.
Enfin, les compagnies doivent préparer ses avions particuliers, adaptés à cet aéroport. En effet, il faut qu'avant l'atterrissage, les appareils fassent « the steep approach (approche en forte pente) », en descendant à 5,5 °, au lieu de 3 ° pour les aéroports normaux. (Il est à noter que, jusqu'en 2019, c'était 7,5 ° avant que ne soient évolués les équipements sur la terre selon l'avancement de la technologie.) Il s'agit du seul aéroport britannique qui soit soumis par cette procédure. Par conséquent, il est nécessaire que les logiciels soient modifiés, de sorte que cette descente particulière ne soit pas considérée comme anormale. Ceux qui concernent sont la liste minimale d'équipement, le pilote automatique, le système du directeur de vol, l'avertisseur de proximité du sol et le système d'avertissement et d'alarme d'impact. D'ailleurs, Airbus a évolué son A318, avant la livraison des deux appareils à la compagnie British Airways, avec l'usage des becquets, dans l'optique de créer la trainée aérodynamique. Grâce à cette modification, l'A318 était bien capable de maintenir correctement la vitesse, lors de l'approche en forte pente pour LCY.

## Historique des vols transatlantiques de British Airways
En 2006, l'aéroport de Londres-City a accueilli les vols d'essai de l'Airbus A318. Non seulement ce dernier est capable d'effectuer l'approche à forte pente mais aussi son niveau de brut est moindre que les appareils déjà autorisés.
Cette manœuvre, approche à forte pente, a été autorisé par l'agence de l'Union européenne pour la sécurité aérienne, d'abord en faveur de l'A318 qui s'équipe le moteur Pratt & Whitney PW6000 en juin 2007, puis celui de CFM International CFM56 en novembre de la même année.
À la suite de cette certification, British Airways a étudié, en concurrence du projet de Virgin Atlantic, l'exploitation de cet appareil à partir de LCY. En plus de la réduction de bruit, l'A318 possède plus de rayon d'action et une cabine plus grande. Sa conclusion était la création d'une ligne transatlantique, reliant les deux sites de finance les plus importants, Londres et New York. Or, il restait un gros problème. La piste de Londres-City est si courte que l'A318 n'est pas capable de décoller avec la quantité suffisante de kérosène pour traverser sur l'Océan atlantique. La solution était l'atterrissage technique à l'aéroport de Shannon en Irlande dans l'optique de remplir les réservoirs. Les passagers ne perdaient pas le temps, car, durant 45 minutes de remplissage, ils pouvaient s'acquitter des formalités douanières et l'immigration, avant d'arriver aux États-Unis. Grâce aux longues pistes à New York et au courant-jet qui accélérait l'avion, le vol retour n'avait pas besoin de cette escale.
Donc a été inauguré le premier vol commercial de l'A318 à partir de l'aéroport de Londres-City, le 29 septembre 2009, à la suite de l'arrivée de deux A318-112 CJ Elite. Ces vols de British Airways 001 et 002, succédant aux vols transatlantiques du Concorde, étaient exploités sauf le samedi, jour de fermeture de LCY.
BAW001 LCY 12h50 - (SNN) - JFK 17h15
BAW002 JFK 18h30 - LCY 07h15 (le lendemain)
Il s'agissait des vols sans concurrence. L'appareil ne comptait que 32 sièges en classe affaires, qui étaient transformés en lit. Les clients pouvaient passer la matinée au bureau, car la fin d'enregistrement était terminée 15 minutes avant l'embarquement (au lieu de 45 minutes à Heathrow). Grâce au pré-dédouanement à Shannon, les voyageurs quittaient l'aéroport JFK sans attendre, car ce vol était traité comme vol intérieur.
Fiabilité d'exploitation établie, dès le 13 octobre 2009, tous les deux appareils étaient en usage, assurant deux aller-retours. Voici les horaires de la saison d'hiver 2009/2010 :
BAW001 LCY 12h30 - (SNN 14h00 14h45) - JFK 17h15
BAW002 JFK 18h40 - LCY 07h15 (le landemain)
BAW003 LCY 16h00 - (SNN 17h30 18h15) - JFK 20h45
BAW004 JFK 22h10 - LCY 10h45 (le landemain)
Toutefois, les vols 003/004 ont subi leurs suppressions le 30 octobre 2016. En effet, à l'aéroport de Shannon au soir, aucun autre vol vers les États-Unis ne restait. Il est devenu trop couteux, pour British Airways, de maintenir ce service pour seuls 32 passagers. Par conséquent, le vol de soirée ne profitait plus du pré-dédouanement. Il est normal que ses passagers n'appréciassent pas cette dégradation. Un des A318 a été vendu.
Ironiquement, à mesure qu'étaient améliorés les services des vols à partir de l'aéroport de Heathrow, les vols 001/002 sont devenus moins attractifs. Il s'agit de la comparaison entre la qualité de service et le prix de billet d'avion. Autrement dit, Heathrow est devenu la concurrence de Londres-City. Au début, les services des vols 001/002 étaient beaucoup supérieurs aux ceux de Heathrow. Cependant, le confort des vols de Heathrow a évolué, à la suite de l'arrivée de nouveaux appareils. L'accès de transport est devenu plus rapide (surtout par la Elizabeth line). Le nouveau service « Global Entry » des États-Unis, disposé tant aux Américains qu'aux Anglais, facilite désormais la procédure de l'immigration. De surcroît, Heathrow bénéficie d'un grand salon pour les passagers privilégiés. Enfin, auprès de l'aéroport JFK, aucun créneau supplémentaire de vol n'est disponible, pour toutes les compagnies. Remplacer un vol de l'A318 par un appareil de grande taille, tel l'A380, était considéré comme beaucoup plus rentable.  
Dans cette condition, l'avantage de Londres-City est devenu moindre. Après la pandémie de Covid-19 qui a cloué l'A318 sur le sol, en 2021 British Airways a décidé de supprimer définitivement ces vols transatlantiques. L'appareil restant G-EUNA a été démantelé.
À la suite du rétablissement des voyages d'affaires, il est possible que, maintenant, l'Airbus A220 effectue ces vols transatlantiques, sans escale. Les vols d'essai par un appareil en classe affaires ont été déjà tenus.
Pourtant, après avoir tiré des leçons, l'aéroport de Londres-City et British Airways restent prudents. Pour les vols d'une heure, les voyageurs d'affaires n'hésitent pas à payer plus afin de gagner 45 minutes voire une heure dans leur parcours. En revanche, pour les vols durant plusieurs heures, tels ceux de transatlantique, ils examinent attentivement le prix et la qualité de service. Il n'est pas certain qu'un jour, une compagne aérienne rétablisse les vols transatlantiques à partir de LCY. Actuellement, l'autorité de l'aéroport cherche une autre piste (voir Projet au-dessous).
- Voir aussi : vidéo officielle de British Airways, A318 London City Service, diffusée le 10 août 2016 (en)[vidéo en ligne] (appareil commandé par le commandant Karen Atherton et le copilote Paul Riglar)

|                                                                                       |
| G-EUNB à l'aéroport J.F.K. de New York, près d'un bâtiment de JetBlue Airways (2010). |

|                                          |
| G-EUNA en atterrissage à Shannon (2009). |

|                                                        |
| G-EUNA, stationné à l'aéroport de Londres-City (2010). |

| |
| Tarmac étroit, il était difficile à faire stationner simultanément 2 A318. D'où cette proximité (2009). |

## Projet
Alison FitzGerald, PDG de l'aéroport souhaite l'augmentation de sa capacité, de 6,5 million de passagers par an jusqu'à 9 million en 2031, en faveur de la croissance de l'aéroport et d'attirer les passagers de loisir. En raison de sa situation géographique, il faut que le nombre de vols ne soit pas augmenté. Dans cette optique, depuis 2024 la direction est en discussion avec l'autorité (Civil Aviation Authority), pour accueillir l'A320neo, lequel peut transporter 180 passager et qui est capable de couvrir la plupart des aéroports européens (jusqu'à 1 000 km de distance) en dépit de nombreuses restrictions. De surcroît, cet appareil est plus écologique, tant par sa consommation moindre de carburant que par sa réduction de bruit, en comparaison des avions actuellement exploités. Donc, la direction veut, avec l'A320neo, que les compagnies aériennes remplacent les appareils plus anciens par ceux qui sont plus écologiques, avec l'accroissement de cet aéroport,.

## Statistiques
Le graphique qui aurait dû être présenté ici ne peut pas être affiché car il utilise l'ancienne extension Graph, désactivée pour des questions de sécurité. Des indications pour créer un nouveau graphique avec la nouvelle extension Chart sont disponibles ici.

Voir la requête brute et les sources sur Wikidata.

## Compagnies aériennes et destinations
| Compagnies                    | Destinations |
| ----------------------------- | --- |
| Aurigny                       | Guernesey |
| British Airways               | - Amsterdam, - Barcelone-El Prat, - Belfast-G. Best, - Berlin-Brandebourg, - Billund, - Dublin, - Düsseldorf, - Édimbourg, - Florence-Peretola, - Francfort, - Genève-Cointrin, - Glasgow, - Ibiza, - Malaga-Costa del Sol, - Palma de Majorque, - Rotterdam-La Haye, - Zurich En saison: - Bergerac-Dordogne-Périgord, - Chambéry, - Faro, - Jersey, - Nice-Côte d'Azur, - Prague-Václav-Havel, - Salzbourg-W. A. Mozart, - Saint-Sébastien, - Skiathos-A. Papadiamándis, - Split, - Thessalonique-Makedonía |
| ITA Airways                   | Milan-Linate |
| KLM                           | Amsterdam |
| Loganair                      | Dundee, Ronaldsway-Île de Man, Kirkwall, Sumburgh |
| LOT Polish Airlines           | Vilnius |
| Lufthansa                     | Francfort |
| Luxair                        | Anvers, Luxembourg-Findel |
| Swiss International Air Lines | Genève-Cointrin, Zurich |

Édité le 29/02/2020  Actualisé le 10/04/2023